# Ciocana
Sectorul Ciocana este situat în partea de est a orașului Chișinău. Denumirea sectorului vine de la numele fostului sat Ciocana Nouă, inclus în hotarele Chișinăului abia în 1959.

## Istoric
Înscrierile istorice arată că în trecut moșia Ciocani, pe a cărei teritoriu au apărut ulterior satele Ciocana Veche și Ciocana Nouă, a aparținut diferiților răzeși și moșieri. La est, satul Ciocana Nouă se învecina cu Ciocana Veche, care în ianuarie 1971 se contopește cu satul Colonița. În anul 1800, moșia Ciocana aparținea protopopului Străvărache. Documentele atestă că moșia Ciocana se întindea pe o distanță de circa 10 km, iar la apus se învecina cu malul stâng al râulețului Bâc.
Sectorul Ciocana a fost întemeiat ca unitate administrativ-teritorială în august 1985. Astăzi, sectorul Ciocana, având o suprafața de 148 km2, cuprinde o parte din teritoriul urban al municipiului (27,8 km2): șase unități administrativ-teritoriale autonome or. Vadul lui Vodă și comunele Budești (s. Văduleni), Bubuieci (s. Humulești și Bîc), Cruzești (s. Ceroborta), Tohatin (s. Buneți, Cheltuitori) și satul Colonița.

## Patrimoniu
De-a lungul timpului, gospodăria comunală a crescut considerabil și în prezent constituie 447 blocuri locative dintre care. În 1995 a fost construită clădirea preturii sectorului Ciocana. Rețelele de infrastructură din sector constituie: apeduct – 181 km, rețele electrice – 199,5 km, rețele termice – 81,8 km și rețeaua de gaz - 229,90 km, dintre care 86 km traseu aerian.
Spațiile verzi în sectorul Ciocana constituie o suprafața de 440,27 ha. Pădurea-parc „Rîșcani" are 218 ha. În anul 2001–2002 pe strada Nicolae Milescu Spătaru a fost plantat un parc-pădure cu o suprafață de 63,3 ha, iar pe strada Vadul lui Vodă un parc cu suprafața de 15,3 ha care aparține SRL „Agromondial".
În sectorul Ciocana sunt înregistrați 10750 agenți economici. Ciocana este consider unul dintre cele mai industrializate sectoare ale Chișinăului. Aici funcționează așa giganți industriali ca SA „Vismos” (combinat de vinuri spumante și de marcă), SA „Tutun-CTC”, Combinatul materialelor de construcție SA „Macon”, ÎS „Fabrica de sticlă din Chișinău”, ÎM „Resan”, SA „Glass Container Company”, SA „CET-2” (principalul producător și furnizor de energie electrică și termică), SA „Farmaco”, ÎM „Efes Vitanta Moldova Brewery”, SA „Moldovahidromaș”, Compania „Coca-Cola,” SA „Incomaș”, SA „Combinatul de carton Chișinău”, SA „Midgard Terra” (fosta Fabrică de produse chimice de uz casnic) ș.a.
În prezent, în sectorul Ciocana funcționează mai multe instituții de învățământ, dintre care 17 instituții preșcolare, 4 școli primare, 3 gimnazii, 9 licee, 2 școli profesionale și 3 colegii. De asemenea, aici își desfășoară activitatea Teatrul Municipal de Păpuși „Guguță”, biblioteca „Transilvania” (patronată de municipiul Cluj, România) și Centrul de Creație a Copiilor.

## Galerie de imagini (2010)

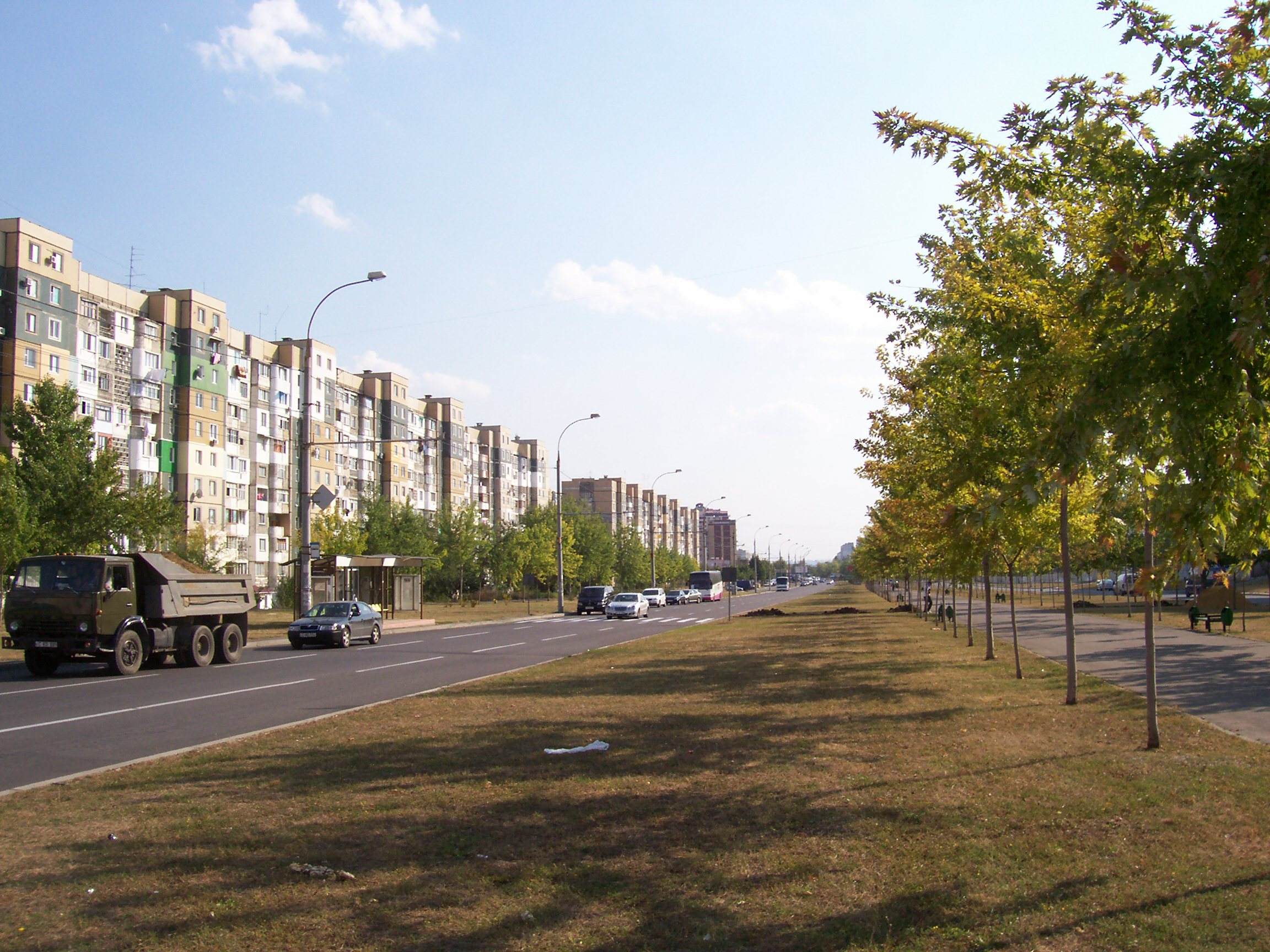
Bd. Mircea cel Bătrân
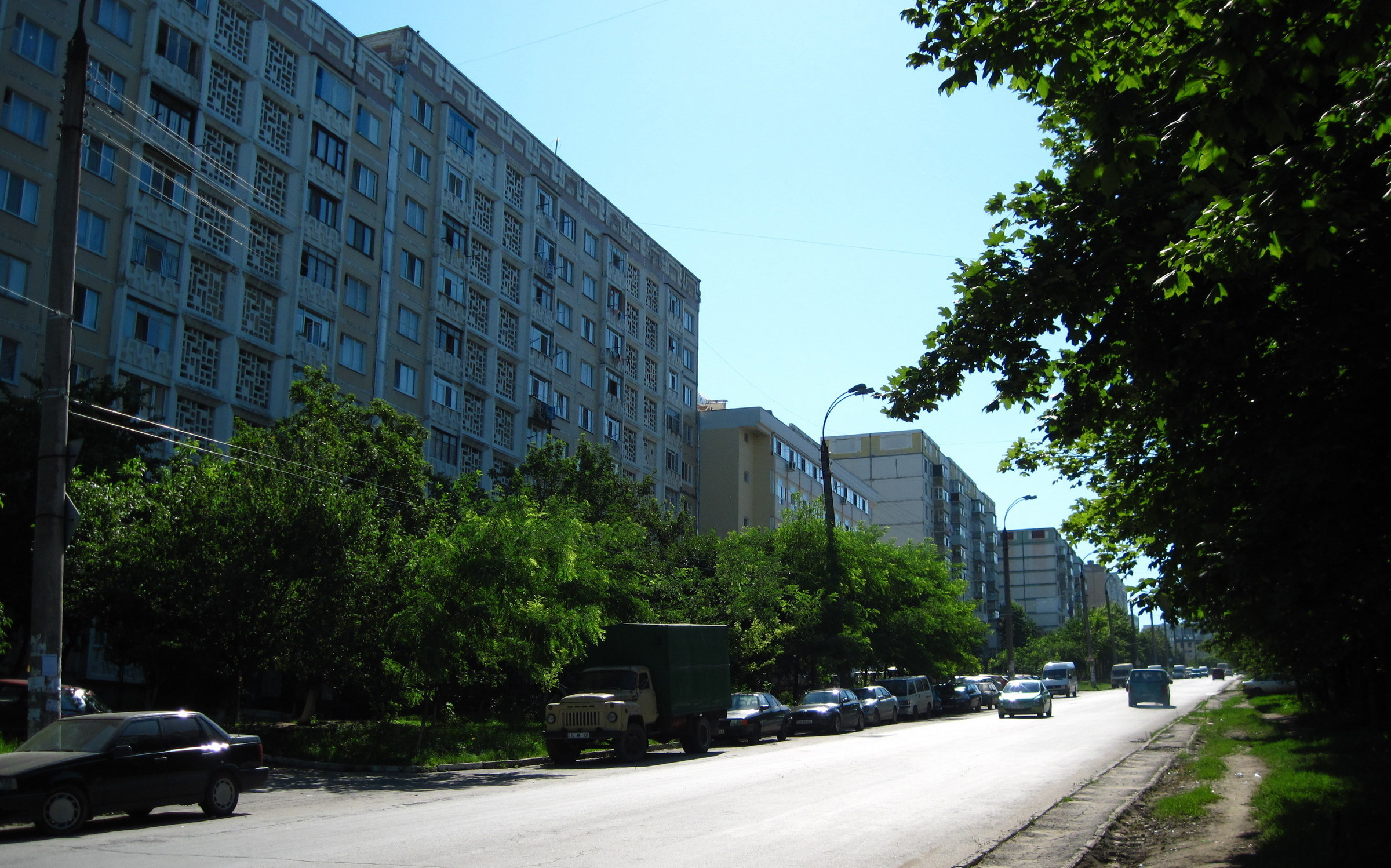
Strada Petru Zadnipru
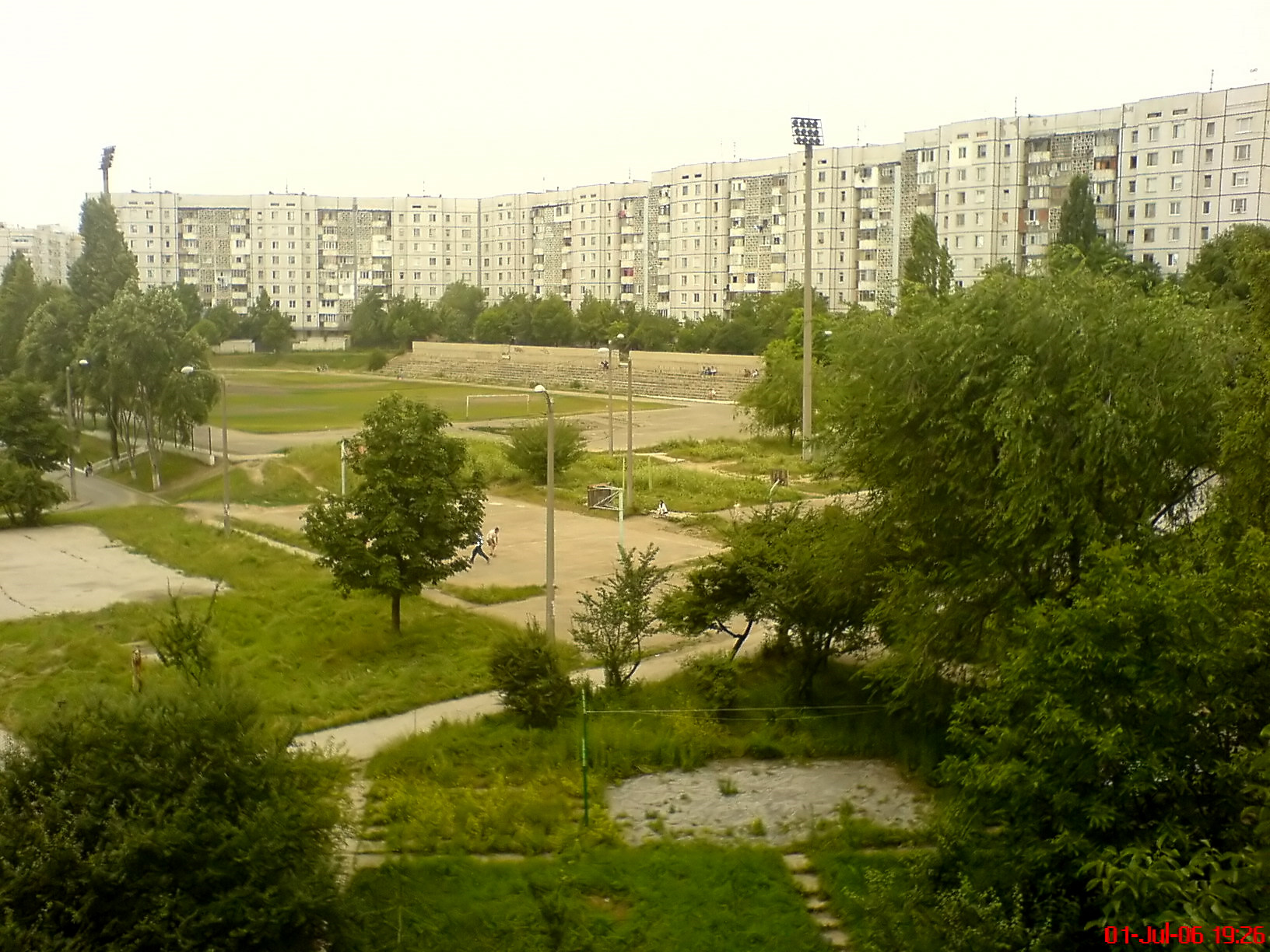
O curte din sector
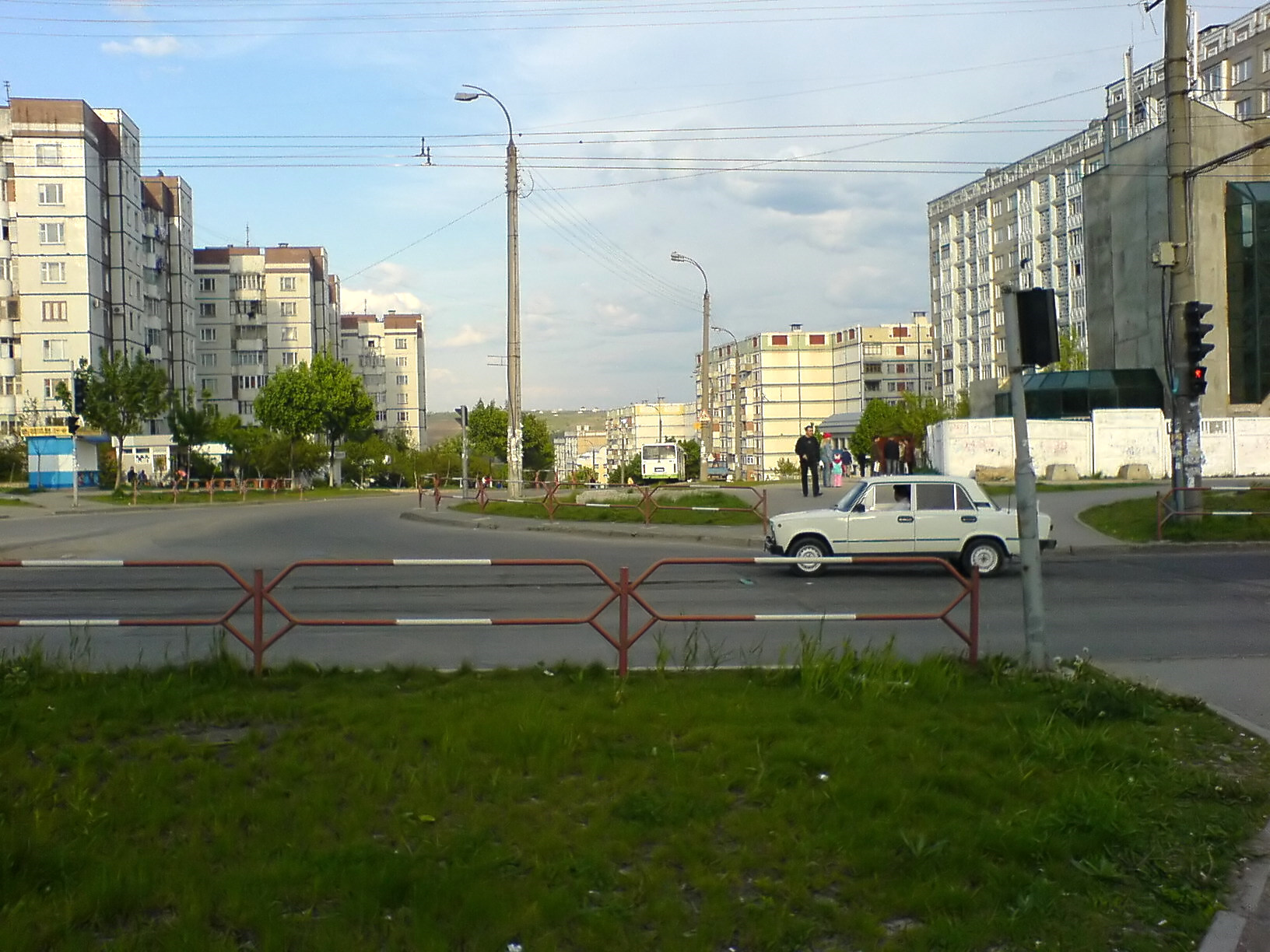
Strada Zadnipru, văzută dinspre bd. Mircea cel Bătrân

## Simboluri
Stema
În cîmp de azur, o acvilă heraldică cu zborul coborît, de aur, ciocată  și membrată roșu.
Peste tot, în cîmp negru, zidit de argint, două ciocane încrucișate în săritoare, de aur, surmontate de un soare figurat, de același metal, și asuprind o fîntînă heraldică.
Scutul timbrat de o coroană murală de argint cu patru turnuri.
Drapelul
Drapelul reprezintă o pînză rectangulară (1:2), despicată vertical, purtînd în mijlocul ghindantului alb, într-un scut heraldic de tip triunghiular (1/2 h), stema mică a sectorului Ciocana (în cîmp negru, zidit alb, două ciocane încrucișate în săritoare, galbene, surmontate de un soare figurat, de aceeași culoare, și asuprind o fîntînă heraldică) și avînd batantul fasciat, alb și negru,  în șapte brîie.